# Poteau
Poteau è un comune degli Stati Uniti d'America, capoluogo della Contea di Le Flore, nello Stato dell'Oklahoma.